# جون كينيث تورنر
جون كينيث تورنر (بالإنجليزية: John Kenneth Turner)‏ هو كاتب وصحفي ومؤلف أمريكي، ولد في 5 أبريل 1879، وتوفي في 1948.